# Fred Kronström

Fred Kronström um 1920

Fred Kronström (eigentlich Ernst Alfons Kurt Krohn; * 6. Februar 1899 in Berlin; † 31. Dezember 1993 ebenda) war ein deutscher Schauspieler und Sänger.

## Leben und Wirken
Fred Kronström, Sohn des Kameramanns Ernst Krohn und seiner Frau Margarete, geb. Noack, absolvierte von 1920 bis 1923 eine Schauspielausbildung an der Theaterschule des Deutschen Theaters. Er hatte unter seinem Künstlernamen Fred Kronström erste Bühnenengagements als Jugendlicher Komiker und Operettenbuffo am Olympia-Theater in Dortmund und als Operettenbuffo am Theater Duisburg. Seit Ende der 1920er-Jahre arbeitete er als Theaterschauspieler hauptsächlich an verschiedenen Berliner Bühnen. Er wirkte als Darsteller auch in über 100 Stummfilmen mit. Bei einigen war er auch als Regieassistent und Aufnahmeleiter tätig. Er trat auch als Sänger hervor und machte Schallplattenaufnahmen. In den 1930er-Jahren trat er in Berlin in Operetten auf, einem Genre, dem er auch später treu blieb.
Nach dem Zweiten Weltkrieg war er ab der Spielzeit 1945/46 Mitglied des Metropoltheaters in Berlin, wo er im August 1945 im Eröffnungsprogramm mit Operettenmelodien gemeinsam mit Erna Haffner das Duett Na, es geht ja schon wieder so'n bisschen aus der Walter-Kollo-Operette Drei alte Schachteln sang. Im September 1945 gehörte er zur Premierenbesetzung der ersten Nachkriegsproduktion des Metropol-Theaters, der Operette Paganini. Im Juli 1946 wirkte er am Metropoltheater in der Neuinszenierung der Operette Die Zirkusprinzessin mit, bei der Sonja Ziemann in der Rolle der Zirkusreiterin Mabel Gibson seine Partnerin war. In der Spielzeit 1947/48 übernahm er den Kalchas in einer Neuproduktion der Operette Die schöne Helena. In der Spielzeit 1949/50 spielte er an der Seite von Rolf Ludwig und Gerhard Frickhöffer am Metropoltheater in der Operette Die Dubarry. In der Spielzeit 1951/52 folgte, wieder an der Seite von Rolf Ludwig und mit dem Operettenbuffo Adi Appelt in der Rolle des Calicot, die Rolle des Königs Ludwig XV. in der Operette Madame Pompadour. In der Spielzeit 1951/52 war er dort unter der Regie von Gustav von Wangenheim in der Revue An beiden Ufern der Spree (Musik: Bruno Aulich, Paul Dessau und Ernst Roters) zu sehen. In der Spielzeit 1953/54 übernahm er die Rolle des geldgierigen Podestà Nasoni in einer Neuinszenierung der Operette Gasparone. Am Metropoltheater wirkte er auch in den Operetten Der Opernball (Spielzeit 1953/54, als Theophil Beaubuisson) und Frau Luna (Spielzeit 1956/57) mit. Im Mai 1955 war er am Metropoltheater in der Uraufführung der Operette Maskerade der Liebe von Ernst-Peter Hoyer/Arnold Bormann in der Rolle des Nimrod zu sehen. Von 1955 bis 1974, nach dem Umzug des Theaters in den Admiralspalast, war er weiterhin fest als Schauspieler und Sänger am Berliner Metropoltheater engagiert. Er wirkte dort wieder in verschiedenen Operetten und musikalischen Revuen mit. In der Spielzeit 1955/56 trat er am Metropol-Theater als Komiker in einer Neuinszenierung der Operette Die Fledermaus auf. In der Spielzeit 1956/57 wirkte Fred Kronström in der Uraufführung der DDR-Operette Wer braucht Geld? von Guido Masanetz mit. In der Spielzeit 1962/63 war er der Göttervater Jupiter in der Offenbach-Operette Orpheus in der Unterwelt. In der Spielzeit 1963/64 verkörperte er in einer Neuinszenierung der Operette Die lustige Witwe den Baron Mirko Zeta.  Im Oktober 1964 gehörte er zur Uraufführungsbesetzung des Musicals Mein Freund Bunbury von Gerd Natschinski. Kronström wirkte in den folgenden Jahren am Metropol-Theater in den Premieren von Das Feuerwerk (1966), Die keusche Susanne (1967) und Der Vogelhändler (1970) mit. Er wurde zum Ehrenmitglied des Metropoltheaters ernannt.
1962 trat er im Berliner Titania-Palast in der Operette Der Opernball auf. In der Spielzeit 1971/72 gastierte er am Theater des Westens in einer Neuproduktion der Operette Das Land des Lächelns.
Beim RIAS Berlin entstanden Rundfunkaufnahmen von Operetten, in denen Kronström mitwirkte, unter anderem Die lustige Witwe, Die Teresina von Oscar Straus und Das Land des Lächelns.
Kronström, ein „sehr komödiantische[r] Darsteller“, übernahm bei der DEFA und beim DFF einige Nebenrollen. Als seine schönste Rolle gilt der König Griesgram in dem Märchenfilm Das tapfere Schneiderlein (1956).

## Filmografie
- 1916: Das Riesenbaby
- 1917: Das Luxusbad
- 1919: Meier und Sohn
- 1919: Die feindlichen Reporter
- 1920: Ein nettes Früchtchen
- 1920: Der Riesenschmuggel
- 1920: Moral
- 1921: Die Beichte einer Gefallenen
- 1922: Wege des Lasters
- 1949: Das Mädchen Christine
- 1951: Zugverkehr unregelmäßig
- 1952: Sein großer Sieg
- 1955: Sommerliebe
- 1956: Das tapfere Schneiderlein

## Theater
- 1957: Paul Lincke: Frau Luna (Schutzmann) – Regie: Wolfgang E. Struck (Metropol-Theater Berlin)